# Macaranga involucrata
Macaranga involucrata är en törelväxtart som först beskrevs av William Roxburgh, och fick sitt nu gällande namn av Henri Ernest Baillon. Macaranga involucrata ingår i släktet Macaranga och familjen törelväxter.

## Underarter
Arten delas in i följande underarter:
- M. i. involucrata
- M. i. mallotoides